# 拉卡尔梅特
拉卡尔梅特（法語：La Calmette，法語發音：[la kalmɛt]），法国东南部城市，奥克西塔尼大区加尔省的一个市镇，隶属于尼姆区，其市镇面积为11.1平方公里，2022年1月1日时人口数量为2,572人，在法国城市中排名第4,759位。
拉卡尔梅特位于加尔省中部，省会尼姆市区以北，是省会尼姆的一个郊区卫星城。

## 地名来源
根据当地官方网站的论述，“Calmette”一名来源于两个拉丁语单词：“collis”和“meta”，分别意为“丘陵”和“边界”，该名称可能与当地的自然景观有关。

## 历史
拉卡尔梅特最初于公元13世纪时被记载，彼时该地为连接地中海和奥弗涅道路上的一个驿站，当地领主于1242年在此建立了一处关卡，此后当地逐渐形成商贸集市。法国大革命后，拉卡尔梅特成为加尔省的一个市镇。20世纪80年代起，拉卡尔梅特人口数量快速增加。

## 地理

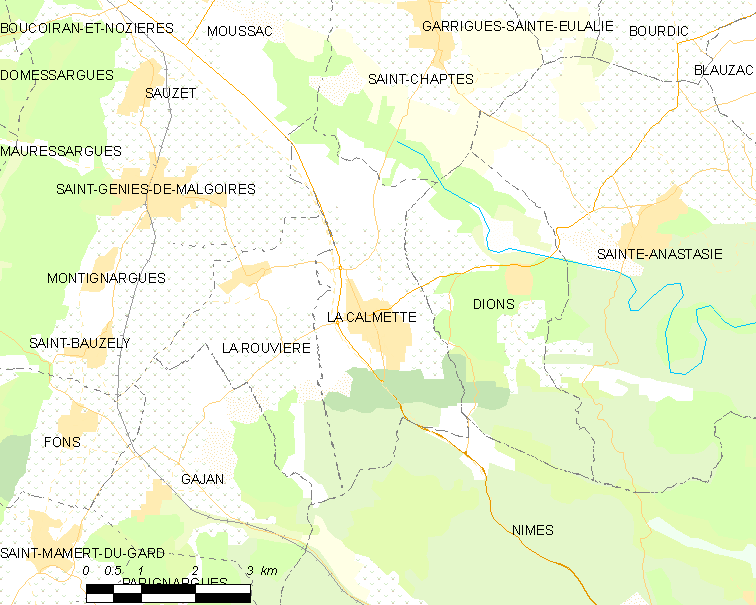
拉卡尔梅特市镇范围地图

拉卡尔梅特位于法国东南部，奥克西塔尼大区东部和加尔省中部，距离省会尼姆大约14公里。与拉卡尔梅特接壤的市镇包括：迪永斯、尼姆、拉鲁维耶尔、圣沙普特、圣热涅斯-德马尔瓜雷斯。

### 地形
拉卡尔梅特位于塞文山东南部与卡马尔格平原和过渡地带，境内以平原和丘陵为主，市镇中心地势较为平坦，部分区域起伏明显，全境海拔在58到163米之间。

### 水文
布罗讷溪（Braune）自西向东流经境内北部，该河是加尔东河的右岸支流，属于罗讷河水系。

### 植被
拉卡尔梅特属于亚热带常绿硬叶林区，林地主要分布于市区南部和东部的丘陵地区。
在鲜花城市的评比中，拉卡尔梅特暂未被评级。

### 气候
拉卡尔梅特在柯本气候分类法中属于地中海气候，受塞文气候影响，当地秋季常出现强降水。

## 行政区划
拉卡尔梅特是法国奥克西塔尼大区加尔省的一个市镇，编号为30061。拉卡尔梅特隶属于尼姆区、加尔省第四选区以及于泽斯县，同时也是尼姆都会城市圈公共社区的组成部分。
法国国家统计与经济研究所（简称）在进行数据统计时，未将拉卡尔梅特划入任何城市核心区（）内，将包括拉卡尔梅特在内的周边共50个市镇划为尼姆城市区。自2020年起，尼姆城市区被包含92个市镇的尼姆城市辐射区代替。此外，还将拉卡尔梅特市镇整体看作一个“块区”（IRIS），以便于统计人口分布情况。

## 交通

### 公路
法国国道N106线和多条加尔省省道在拉卡尔梅特境内交汇，奥克西塔尼大区下属的城际客运提供114号巴士线路，可前往阿莱斯。
2018年，82%的拉卡尔梅特家庭拥有至少一辆私人汽车。2017年，拉卡尔梅特境内共发生各类交通事故1起，造成1人受伤。
| 25 | 16 |

| 尼姆 | 14 |

| 阿莱斯 | 30 |

| 塞兹河畔巴尼奥勒 | 47 |

### 铁路
距离拉卡尔梅特最近的客运铁路车站为位于圣日耳曼代福塞－尼姆铁路上的丰-圣马梅尔站，该站停靠往返于尼姆和阿莱斯一线的区域列车。

### 航空
距离拉卡尔梅特最近的民用航空站为尼姆机场，距离拉卡尔梅特市中心的公路里程约27公里。

### 城市公共交通
拉卡尔梅特是尼姆城市公共交通（商业名称为）的服务范围，后者是尼姆城市圈公共社区的公共交通系统。截至2022年11月，该系统共包括数十条公交线路，其中公交61路和62路经过拉卡尔梅特市区。

## 政治
拉卡尔梅特的现任市长为雅克·博莱格先生（Jacques BOLLEGUE），他是一名左翼无党派人士，在2020年的市政选举中获得了100.00%的支持率（无其他候选人）。
在2022年的法国总统大选中，玛丽娜·勒庞在拉卡尔梅特获得了61.1%的支持率。

## 人口
2018年，拉卡尔梅特市镇人口数量为2,282，在法国排名第4,759位。其中男性1,101人，女性1,181人，75岁及以上人口占7.7%，外籍人口数量为128人，人口密度为206人/平方公里，当地居民被称为（男性）或（女性）。2019年，拉卡尔梅特境内出生23人，死亡人口19人。
| 拉卡尔梅特1901年－2019年人口变化情况 |
|                                      |
| 数据来源：Cassini、INSEE             |

## 经济
拉卡尔梅特是一个区域性的中心城市。截止2022年9月，拉卡尔梅特市镇范围内共有各类用人单位（包含自雇）396家，平均历史为14年，其中.%为中小型企业（PME），2022年9月至11月间，当地的经济活力指数为1.77%。（肉制品）、（甜品店）及（旅游）是当地2021年营业额最高的三个企业，分别为1,833,346欧元1,086,808欧元和140,338欧元。

## 财政与居民收入
2020年，拉卡尔梅特的财政收入总额为1,698,640欧元，财政支出总额为1,398,140欧元，当年的债务总额为1,593,030欧元。2021年，拉卡尔梅特共获得349,359欧元的国家财政补助，比上一年增加了6.74%。
2019年，拉卡尔梅特的人均月收入总额为1,962欧元，其中高级职员为2,896欧元，低于法国平均水平（4,230欧元）；中级职员为2,279欧元，低于法国平均水平（2,411欧元）；普通职员为1,662欧元，亦低于法国平均水平（1,740欧元）。
2018年，拉卡尔梅特境内的青壮年（15至64岁）失业率为15.4%，当地46.1%的家庭拥有纳税资格，平均纳税1,820欧元，低于法国平均水平（3,910欧元）。

## 社会事务

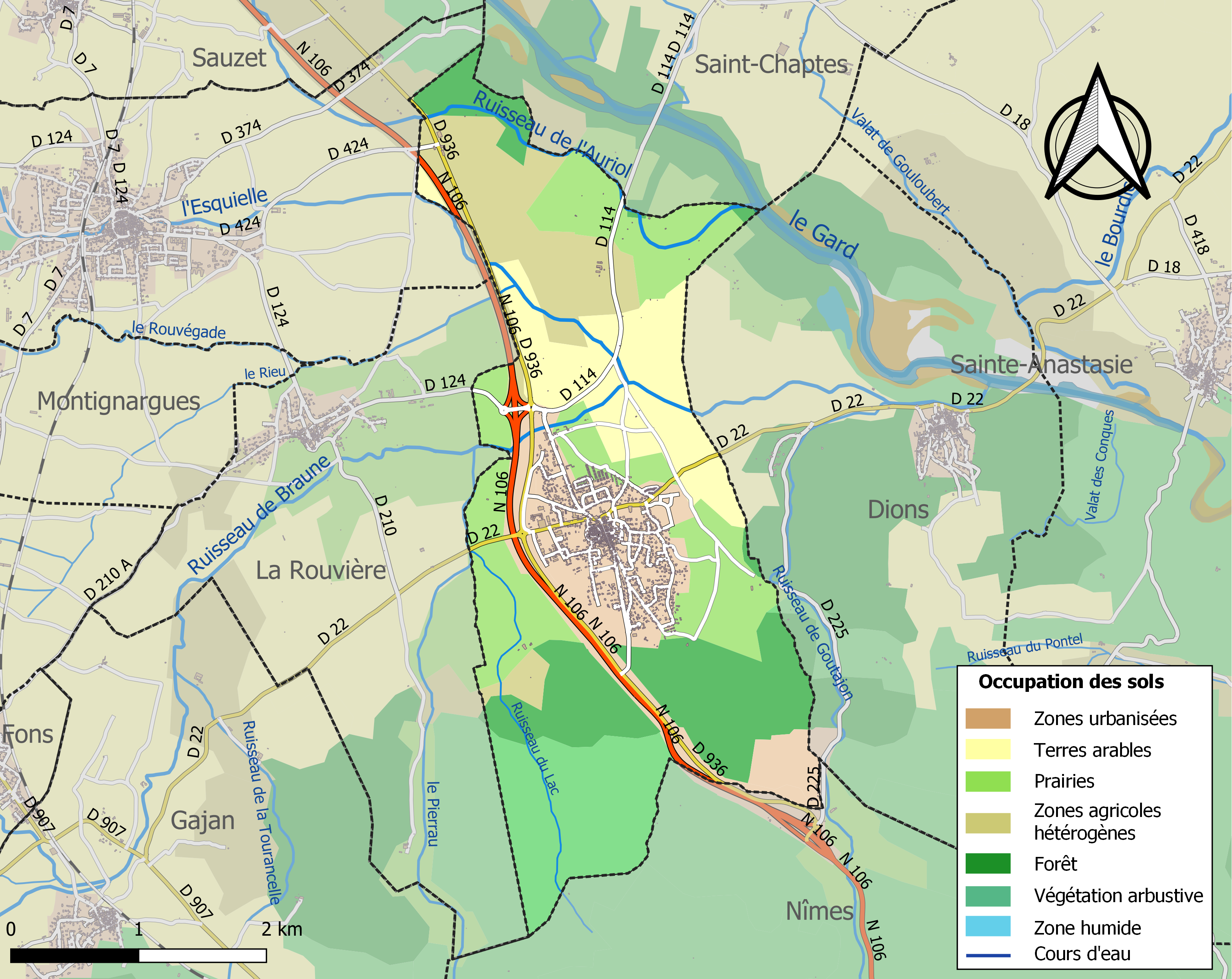
拉卡尔梅特土地利用情况地图

### 教育
拉卡尔梅特属于蒙彼利埃学区。截止2020年1月1日，拉卡尔梅特境内共有1所幼儿园和1所小学。

### 医疗
截止2020年1月1日，拉卡尔梅特境内共有全科医生7名、保健师4名、牙医3名、护士8名、眼科医生1名和助产士1名。境内共有药房1家、养老院1家。
距离拉卡尔梅特最近的区域性医疗机构为尼姆大学中心医院，其主病区位于尼姆市区西部，距离拉卡尔梅特市区的正常车程约15分钟，该院设有床位1,371个，是当地规模最大的公立综合性医院。

### 住房
2018年，拉卡尔梅特境内共有各类住房1,103套，其中83.3%为独立式居民区，16%为集中式居民区。常住房屋占拉卡尔梅特市镇范围内居民建筑总量的89.8%。
在住房保障政策方面，2020年，拉卡尔梅特境内共有180户家庭获得了住房经济补助，受益人数占总人口数量的7.9%，其中156份为房租补助。

### 商业
2019年，拉卡尔梅特境内共有各类实体商铺100家，其中餐厅9家、大型超市1家、杂货店3家、面包房4家、肉铺3家、装饰品店1家、银行门店2家、美容美发店6家、汽车维修店7家。市区西部建有Casino和Lidl购物超市。

### 体育
2020年，拉卡尔梅特境内共有2处网球场、1处足球或橄榄球场以及1处篮球或排球场。
截至2022年11月，拉卡尔梅特境内共有两家注册足球俱乐部。拉卡尔梅特足球俱乐部（FC La Calmette，编号581424）是当地的代表性足球队，成立于2015年，其主队2022至2023赛季参加加尔省足球联赛，其主场为雷诺·里帕尔球场（Stade de Renaud Ripart）。

### 环境
拉卡尔梅特的环境事务由其所属的尼姆都会城市圈公共社区负责。2019年，拉卡尔梅特境内暂无污染企业。

### 治安
拉卡尔梅特所在地是阿莱斯国家宪兵队（zone gendarmerie d'Alès）的管辖范围。2020年，该宪兵队辖区内共121个市镇累计发生各类案件3,926起，其中盗窃类案件2,140起，经济类案件543起，毒品交易类案件95起。

## 文化
2020年，拉卡尔梅特境内暂无任何文化设施。拉卡尔梅特市政府提供市政多媒体中心，每周一、三、四、五向公众开放。

### 建筑

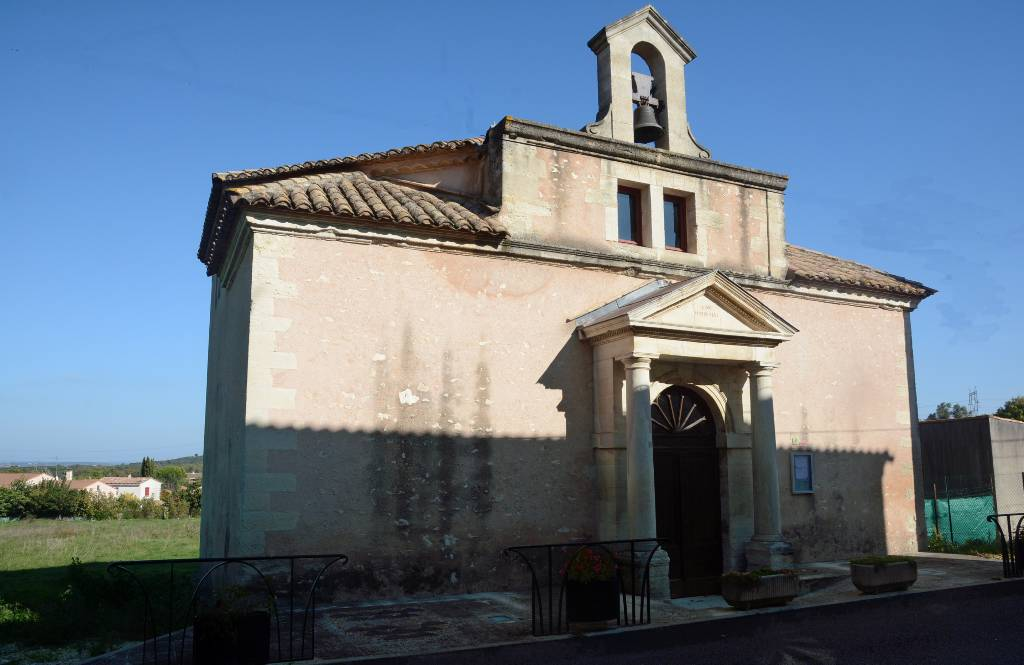
拉卡尔梅特新教神庙

拉卡尔梅特境内有多处历史建筑，其中拉卡尔梅特新教神庙为法国国家文物保护单位，拉卡尔梅特圣朱利安教堂（Église Saint-Julien de La Calmette）则是当地的地标性建筑物。

### 旅游
拉卡尔梅特的旅游事务由其所属的尼姆都会城市圈公共社区负责。2021年，拉卡尔梅特境内暂无任何游客接待设施。

### 媒体
法国主要的媒体均可在拉卡尔梅特接收，法国电视三台下属的奥克西塔尼大区频道在部分时段播出拉卡尔梅特所属区域的地方新闻。

## 友好城市
截至2022年11月，拉卡尔梅特共与一座城市互为友好城市关系：
- 義大利 基蒂尼亚诺